# Duistere bollenzweefvlieg
De duistere bollenzweefvlieg (Eumerus sogdianus) is een vliegensoort uit de familie van de zweefvliegen (Syrphidae). De wetenschappelijke naam van de soort is voor het eerst geldig gepubliceerd in 1952 door Stackelberg.